# Poriya Khanzadeh
Poriya Hossein Khanzadeh (in persiano پوریا حسین خانزاده‎; Babol, 1º luglio 2004) è un pallavolista iraniano, schiacciatore della Lube.

## Carriera

### Club
La carriera di Poriya Khanzadeh inizia nel 2021 con lo Shahdab Yazd; nella stagione 2021-22 esordisce in Super League grazie all'ingaggio da parte dell'Haraz Amol, con cui vince lo scudetto 2021-22. Resta nella stessa divisione anche nell'annata 2023-24 quando passa al Foolad Sirjan Iranian, aggiudicandosi un altro campionato, dove viene premiato come miglior schiacciatore.
Nella stagione 2024-25 si trasferisce in Italia per giocare con la Lube, in Superlega, ottenendo il successo in Coppa Italia.

### Nazionale
Nel 2021 viene convocato nella nazionale iraniana under 19 con cui si aggiudica il bronzo al campionato mondiale; seguono quindi le chiamate, nel 2022, alla selezione under 20, vincendo l'oro al campionato continentale, e, nel 2023, a quella under 21, dove conquista l'oro al campionato mondiale.
Nel 2022 ottiene le prime convocazioni nella nazionale maggiore: nello stesso anno mette al collo l'argento alla CAVA Nations League, mentre l'anno successivo vince l'argento al campionato asiatico e oceaniano e l'oro ai XIX Giochi asiatici.

## Palmarès

### Club
- Campionato iraniano: 2

2021-22, 2023-24
- Coppa Italia: 1

2024-25

### Nazionale (competizioni minori)
- Campionato mondiale under 19 2021
- Campionato asiatico e oceaniano under 20 2022
- CAVA Nations League 2022
- Campionato mondiale under 21 2023
- Giochi asiatici 2022

### Premi individuali
- 2024 - Super League: Miglior schiacciatore